# Susanne Rosenqvist
Anneli Susanne Christina Rosenqvist (* 26. November 1967 in Landskrona) ist eine ehemalige schwedische Kanutin.

## Karriere
Susanne Rosenqvist sicherte sich bei zwei Olympiateilnahmen jeweils den Gewinn der Bronzemedaille mit dem Vierer-Kajak auf der 500-Meter-Strecke. Ihr Olympiadebüt gab sie 1992 in Barcelona an der Seite von Anna Olsson, Agneta Andersson und Maria Haglund. Als Zweite ihres Vorlaufs qualifizierten sie sich direkt für den Endlauf, den sie nach 1:39,79 Minuten auf dem dritten Platz hinter den siegreichen Ungarinnen und den zweitplatzierten Deutschen beendeten. Vier Jahre darauf gehörte Rosenqvist in Atlanta erneut zum schwedischen Aufgebot, zu dem außer ihr noch Anna Olsson, Agneta Andersson und Ingela Ericsson zählten. Wie schon 1992 belegten die Schwedinnen im Vorlauf den zweiten Platz und zogen so direkt in den Finallauf ein. In 1:32,917 schlossen sie diesen ein weiteres Mal auf dem Bronzerang ab, hinter den Deutschen auf Rang eins und den Schweizerinnen auf dem zweiten Platz. Während sie bereits auf die Schweizerinnen im Ziel nur 0,2 Sekunden Rückstand hatten, betrug auch ihr Vorsprung auf Rang vier, den die Chinesinnen belegten, nur 0,17 Sekunden.
Rosenqvist war bei Weltmeisterschaften im Kanurennsport ebenfalls sehr erfolgreich. Ihre erste Medaille sicherte sie sich 1991 in Paris mit der Silbermedaille mit dem Zweier-Kajak über 5000 Meter. 1993 gewann sie in Kopenhagen erneut Silber, diesmal im Vierer-Kajak über 500 Meter. In dieser Disziplin belegte sie ein Jahr darauf in Mexiko-Stadt den dritten Platz. Gleich drei Medaillen gewann Rosenqvist 1995 in Duisburg: während sie im Zweier-Kajak über 200 Meter Vizeweltmeisterin wurde, gewann sie mit dem Zweier-Kajak über 500 Meter und im Vierer-Kajak über 200 Meter jeweils Bronze. In letztgenannter Disziplin wurde sie 1997 in Dartmouth erneut Dritte.
Darüber hinaus startete Rosenqvist auch bei Weltmeisterschaften im Kanumarathon: 1996 wurde sie mit Maria Haglund in Vaxholm im Zweier-Kajak Weltmeisterin, 1999 sicherte sie sich in Győr in dieser Disziplin Bronze.